# Аргаванд (Араратская область)
Аргаванд (арм. Արգավանդ) — село в Араратской области Армении. Основано в 1873 году.

## География
Село расположено в северо-западной части марза, на правом берегу реки Раздан, на расстоянии 27 километров к северо-западу от города Арташат, административного центра области. Абсолютная высота — 877 метров над уровнем моря.
Климат
Климат характеризуется как семиаридный (BSk в классификации климатов Кёппена). Среднегодовая температура воздуха составляет 12,2 °C. Средняя температура самого холодного месяца (января) составляет −2,8 °С, самого жаркого месяца (июля) — 25,7 °С. Расчётная многолетняя норма атмосферных осадков — 305 мм. Наибольшее количество осадков выпадает в мае (51 мм).

## Население
| Год переписи | Население          | Население          | Население          | Население            | Население            | Население            |
| Год переписи | Наличное население | Наличное население | Наличное население | Постоянное население | Постоянное население | Постоянное население |
| Год переписи | Всего              | Мужчины            | Женщины            | Всего                | Мужчины              | Женщины              |
| ------------ | ------------------ | ------------------ | ------------------ | -------------------- | -------------------- | -------------------- |
| 2001         | 1715               | 835                | 880                | 1734                 | 863                  | 871                  |
| 2011         | 1891               | 915                | 976                | 1950                 | 949                  | 1001                 |

| Год  | Численность | Численность |
| ---- | ----------- | ----------- |
| 1873 | 136         | [ 9 ]       |
| 1897 | 165         | [ 9 ]       |
| 1926 | 386         | [ 9 ]       |
| 1939 | 469         | [ 9 ]       |
| 1970 | 917         | [ 9 ]       |
| 1979 | 1047        | [ 9 ]       |
| 2001 | 1734        | [ 9 ]       |
| 2011 | 1950        | [ 10 ]      |